# Діденко Олександр Анатолійович
Олександр Анатолійович Діденко (*19 серпня 1965, Львів) — український спортивний меценат, колишній футбольний функціонер. Президент ФК «Львів» протягом 1994—2001 рр.

## З життєпису
Став президентом у скрутний для ФК «Львів» час, коли клуб перебував на грані банкрутства. Протягом його президентства лише за два сезони команда пройшла шлях від перехідної (третьої) до першої ліги, ставши другим найсильнішим колективом Львівщини після «Карпат». Значну увагу приділяв розвитку місцевого футболу і намагався якнайширше залучати до складу «Львова» вихованців галицького футболу.
Колектив регулярно фінішував у першій десятці першої ліги, а в сезоні 2000/01 піднявся на найкраще за всю свою історію п'яте місце, але через фінансові труднощі і проблеми з інфраструктурою «Львів» у 2001 році об'єднатися з «Карпатами». Олександр Діденко став віцепрезидентом «Карпат» (Львів). Потім працював у «Соколі» (Золочів) і «Газовику-Скалі» (Стрий).
ФК «Львів» відновлено у 2006 році, його президентом став Юрій Кіндзерський, але новостворена команда з правової точки зору не має нічого спільного з колишнім «Львовом». Це підтвердило керівництво новоутвореного клубу та колишній президент «Львова» Олександр Діденко.